# Łąka Prudnicka (gmina w rejencji opolskiej)
Łąka Prudnicka (niem. Amtsbezirk Gräflich Wiese) – zbiorowa gmina wiejska (Amtsbezirk) w powiecie prudnickim, rejencji opolskiej. Funkcjonowała w latach 1874–1945 w Rzeszy Niemieckiej. Siedzibą gminy była Łąka Prudnicka (Gräflich Wiese).
Gminę Łąka Prudnicka utworzono 1 maja 1874 na obszarze powiatu prudnickiego. Powstała z obszaru gromady Łąka Prudnicka oraz majątku ziemskiego. Pierwszym administratorem okręgu został Hermann von Choltitz zamieszkały w Łące Prudnickiej.
Jednostka przetrwała do 1945 roku. Po II wojnie światowej została zniesiona. Władze polskie nie odtworzyły gminy w reaktywowanym powiecie prudnickim.